# 新田镇 (龙川县)
新田镇是中国广东省河源市龙川县下辖的一个镇，位于龙川县的东北部。全镇总面积71.3平方公里，下辖1个社区6个村，总人口1.6万人。该镇的主要旅游景点有祥云岩寺。

## 行政区划
新田镇下辖以下地区：
新田社区、新田村、径塘村、大岭村、福斗村、源三村和双柳村。